# RUR-5 ASROC
RUR-5 АСРОК (на английски: ASROC – Anti-Submarine ROCket) е американска противолодъчна ракета. Това е едно от основните средства за поразяване на подводни лодки (ПЛ) от надводните кораби на американските ВМС от 1961 г. Използва се и във ВМС на Канада, Германия, Италия, Япония, Тайван, Гърция, Пакистан и други страни.
Понастоящем във ВМФ на САЩ е заменена с RUM-139 VLA, но още състои на въоръжение във ВМФ на други страни.
Съществува също и SUBROC – вариант на тази система за използване от ПЛ.

## История
Ракетата е проектирана от инженерите-конструктори на Изследователски център по въоръжения Чайна Лейк (Naval Ordnance Test Center) на главното управление по въоръженията на ВМС на САЩ в Чайна Лейк като оръжие, способно да осигури унищожаването на подводна лодка на далечина, съответстваща на далечината на засичане на новия американски сонар AN/SQS-23 (около 9 км).
Единственото изпитание на АСРОК с ядрената бойна глава е на 11 май 1962 г. на един от тихоокеанските ядрени полигони. Пускът е осъществен от разрушителят USS Agerholm (DD-826) („Агерхолм“).
Към 1993 г. ракетата е свалена от въоръжение в САЩ и е заменена с модификацията VLA, предназначена за вертикален пуск от установки Mk 41, но се намира на въоръжение във ВМФ на някои други страни. Последните американски кораби, въоръжени с ракетата, са разрушителите от типа „Спрюенс“. Ядрената бойна глава W44 е снета от въоръжение през септември 1989 г.

## Конструкция на пусковата установка
Пусковата установка Mk 16 е подвижна, контейнерен тип. Пускът се провежда от позиция с фиксирано възвишение 45°. Всяка двойка намиращи се един над друг контейнера се издигат на позиция за пуск едновременно. Далечината на стрелба се определя по времето за отделянето на бойната част от ракетата-носител).
На фрегатите от типа „Нокс“ две гнезда на пусковата установка са модифицирани за пуск на противокорабната ракета „Харпун“.
Ракетата може да се изстрелва и от американската двурелсова пускова установка Mk 26 и пусковата установка Mk 10 на италианския крайцер „Виторио Венето“.

## Конструкция на ракетата
Противолодъчната ракета „Asroc“ се състои от бойна част и тандемно разположен зад нея твърдогоривен ракетен двигател, съединени с преходник (междинен отсек), в който се намират релето за време (управляващо изключването и отделянето на двигателния отсек) и спирачния парашут. Маршевият двигател има тяга 5000 кгс. За осигуряването на стабилизацията в полет ракетата е снабдена със стабилизатори, разположени в опашната част на ракетния двигател и на преходника. Като бойна част може да се използва малогабаритно противолодъчно торпедо, а също и ядрена дълбочинна бомба със заряд с мощност от 1 до 20 кт.

## Модификации
В зависимост от типа бойна част са известни следните модификации на ракетата:
- RUR-5a Mod.3 – с торпедо Mk44;
- RUR-5a Mod.4 – с торпедо Mk46;
- RUR-5a Mod.5 – с ядрената дълбочинна бомба Mk17.

## Тактика за използване
След пуска от кораба носител, RUR-5 извършва полет по балистична траектория, след старта ракетата е автономна и нейната траектория от носителя не се коригира. Далечината на стрелба се определя от времето на горене на твърдогоривния заряд на маршевия двигател, което се въвежда в релето за време преди пуска.
В разчетната точка от траекторията се отделя маршевия двигател, а бойната част с преходника продължава полета към целта. При използване на торпедото Mk44 като бойна част спирането ѝ на този участък от траекторията става с помощта на спирачен парашут с диаметър 1,8 м.
Непосредствено преди потапянето преходникът се отделя и бойната част влиза във водата, при това се отделя парашута, и при торпедна бойна част торпедото задейства своя двигател.
След достигане на зададената дълбочина торпедото провежда търсене на целта. Ако цел на първия кръг не бъде намерена, то продължава търсенето на няколко нива дълбочина, потапяйки се по предварително зададена програма.
След откриването на целта торпедото търси сближение с нея. Ограниченията по скорост и далечина на хода на торпедото Mk44 осигуряват възможност то да се използва против подводни лодки, плаващи със скорост не повече от 24 възела.

## Кораби – носители
- Фрегати тип „Гарсия“ (Бразилия)
- Фрегати тип „Нокс“ (Канада, Египет, Гърция)
- Фрегати тип „Адамс“ (Германия, Гърция)
- Разрушители тип „FRAM I“ (Гърция)
- Фрегати тип „Оливър Хазард Пери“ (САЩ)
- Разрушители тип „Спрюенс“ (САЩ)
- Разрушители тип „Ширане“ (Япония)
- Разрушители тип „Асагири“ (Япония)
- Разрушители тип „Хатакадзе“ (Япония)
- Разрушители тип „Тиканами“ (Япония)
- Разрушители тип „Хацуюки“ (Япония)
- Разрушители тип „Мусараме“ (Япония)

## Коментари
1. ↑  Буквите показват принадлежността към определен класː ВВ – линкор, СС, CL, СА – съответно линеен, лек или тежък крайцер, CV – самолетоносач, DD – разрушител, SS – подводница и т.н.